# باربارانو موسانو
باربارانو موسانو (بالإيطالية: Barbarano Mossano)‏ هي بلدية في مقاطعة فشنزة في منطقة فنيتة الإيطالية.